# Sigou
Sigou är en köping i nordvästra Kina. Den ligger i Min härad i staden Dingxi i provinsen Gansu, omkring 190 kilometer söder om provinshuvudstaden Lanzhou. Antalet invånare är 21 829. Befolkningen består av 10 389 kvinnor och 11 440 män. Barn under 15 år utgör 19,0 %, vuxna 15-64 år 74 %, och äldre över 65 år 6,0 %.